# CFS Guardians 2023
Questa voce raccoglie le informazioni riguardanti i CFS Guardians nelle competizioni ufficiali della stagione 2023.

## Maschile

### Hungarian Football League 2023

#### Stagione regolare
| Diósd 1º aprile 2023, ore 15:00 1ª giornata | Budapest Titans | 30 – 14 | CFS Guardians | Diósdi Sportpálya |

| Budapest 9 aprile 2023, ore 14:00 2ª giornata | Újpest Bulldogs | 30 – 7 | CFS Guardians | UTE Atlétika |

| Budapest 22 aprile 2023, ore 14:00 4ª giornata | Budapest Cowbells | 30 – 6 | CFS Guardians | Tichy Lajos Sportcentrum |

| Szeged 30 aprile 2023, ore 15:00 5ª giornata | CFS Guardians | 13 – 6 | VSD Rangers | Tiszavirág Sportuszoda |

| Szeged 14 maggio 2023, ore 15:00 7ª giornata | CFS Guardians | 38 – 13 | Tatabánya Mustangs | Tiszavirág Sportuszoda |

| Szeged 27 maggio 2023, ore 15:00 9ª giornata | CFS Guardians | 7 – 59 | Budapest Wolves | Tiszavirág Sportuszoda |

### Statistiche di squadra
| Competizione      | %Vittorie | In casa | In casa | In casa | In casa | In casa | In casa | In trasferta | In trasferta | In trasferta | In trasferta | In trasferta | In trasferta | Totale | Totale | Totale | Totale | Totale | Totale |
| Competizione      | %Vittorie | G       | V       | N       | P       | Pf      | Ps      | G            | V            | N            | P            | Pf           | Ps           | G      | V      | N      | P      | Pf     | Ps     |
| ----------------- | --------- | ------- | ------- | ------- | ------- | ------- | ------- | ------------ | ------------ | ------------ | ------------ | ------------ | ------------ | ------ | ------ | ------ | ------ | ------ | ------ |
| Stagione regolare | .333      | 3       | 2       | 0       | 1       | 58      | 78      | 3            | 0            | 0            | 3            | 27           | 90           | 6      | 2      | 0      | 4      | 85     | 168    |
| Totale            | .333      | 3       | 2       | 0       | 1       | 58      | 78      | 3            | 0            | 0            | 3            | 27           | 90           | 6      | 2      | 0      | 4      | 85     | 168    |